# Trzebieńczyce
Trzebieńczyce est une localité polonaise de la gmina de Zator, située dans le powiat d'Oświęcim en voïvodie de Petite-Pologne.